# Elsner Ridge
Elsner Ridge ist ein schmaler und sich über eine Länge von 10 km nach Südwesten erstreckender Gebirgskamm im ostantarktischen Viktorialand. In den Admiralitätsbergen ragt er 6 km nordöstlich des südlichen Endes der Homerun Range auf.
Der United States Geological Survey kartierte ihn anhand eigener Vermessungen und Luftaufnahmen der United States Navy aus den Jahren von 1960 bis 1963. Das Advisory Committee on Antarctic Names benannte ihn 1970 nach Robert W. Elsner, Biologe des United States Antarctic Research Program auf der McMurdo-Station in drei antarktischen Sommerkampagnen zwischen 1967 und 1970.